# 日鉄ドラム
日鉄ドラム株式会社（にってつドラム、英文社名 NIPPON STEEL DRUM CO.,LTD.）は、日本製鉄グループのドラム缶メーカーである。

## 概要
大手鉄鋼メーカーの日本製鉄が全額出資する子会社である。鋼製ドラム缶の製造を主体に、非鋼性容器（コンテナ）の製造、液体充填機・ドラム缶製造設備などの機械類の設計・製造を行う。かつて東証2部に上場していたが、2007年に株式交換により新日本製鐵（当時）の完全子会社となり、上場廃止された。
本社は東京都江東区亀戸一丁目にあり、大阪市と名古屋市に支店を構える。製造拠点は千葉工場（千葉県市原市）・相模原工場（神奈川県相模原市）・名古屋工場（愛知県東海市）・大阪工場（大阪府泉大津市）・柳井工場（山口県柳井市）の5か所。

## 沿革
- 1934年（昭和9年）10月2日 - 株式会社日本ドラム罐製作所として設立。
- 1959年（昭和34年）4月 - 相模原工場新設。
- 1960年（昭和35年）6月 - 八幡製鐵（新日本製鐵の前身）が資本参加。
- 1964年（昭和39年）4月 - 日本ドラム罐製作所が八幡製鐵の子会社となる。東海ドラム株式会社設立。
- 1968年（昭和43年）4月 - 関西ドラム株式会社設立。
- 1968年（昭和43年）8月 - 東海ドラムに富士製鐵（新日本製鐵の前身）が資本参加。
- 1968年（昭和43年）10月 - 日本ドラム罐製作所、千葉工場新設。
- 1973年（昭和48年）4月 - 東海ドラムが関西ドラムを吸収合併し、製鐵ドラム株式会社に商号変更。
- 1974年（昭和49年）10月1日 - 日本ドラム罐製作所が製鐵ドラムを吸収合併し、日鐵ドラム株式會社に商号変更。
- 1995年（平成7年）9月25日 - 東京証券取引所第2部に上場。
- 1998年（平成10年）12月1日 - 日鉄ドラムテクノを設立。
- 2007年（平成19年）7月25日 - 上場廃止。
- 2007年（平成19年）7月31日 - 株式交換により、新日本製鐵の完全子会社となる。
- 2012年（平成24年）10月1日 - 新日鐵住金の発足に伴い、日鉄住金ドラム株式会社に社名変更。
- 2015年 4月1日 - エヌデー企業株式会社（完全子会社。不動産事業（オフィスビルの賃貸など）や商事事業を担当）を吸収合併
- 2019年（平成31年）4月1日 - 親会社の社名変更に伴い、日鉄ドラム株式会社に商号変更[2]。
- 2023年（令和5年）7月1日 - 山陽ドラム罐工業株式会社を吸収合併[3]

## 子会社
- 日鉄ドラムテクノ株式会社 - 充填機やドラム缶製造設備の設計・製造を行う。